# Haly
Haly, Haly Yakub o Haly Farun és un oasi de l'Aràbia Saudita que abraça uns 200 km², format per uns 35 poblets prop de la costa de la mar Roja, al sud de Hijaz a la vora de l'extrem nord de la regió d'Asir. La vila principal és al-Suffa on resideix un emir o governador nomenat pel govern saudita. Altres poblacions són Kiyad, al-Shib, Kudwat al-Awadj i al-Baydayn. Rep el nom pel uadi Haly, que rega la zona en temps de pluja. Els seus productes es venen a al-Qunfidhah, el port més proper, a la costa, a uns 50 km nord-oest de l'oasi. Ibn Battuta hi va estar el 1330 i llavors l'oasi estava governat per un xeic de la tribu dels kinana. Al segle xviii els xerifs de la Meca sotmetien el districte periòdicament a tribut. El 1803 fou ocupat temporalment pels wahhabites. En les seves campanyes contra els wahhabites els egipcis van passar per l'oasi. Reconegut com a part de Hijaz, va passar amb aquest regne al Najd el 1925.